# 極め倒し
極め倒し（きめたおし）は、相撲の日本相撲協会制定決まり手八十二手、特殊技の一つである。相手の腕や肩、首の関節を腕で挟み込み、土俵上か土俵の外へ相手を倒す技。大型で懐が深い力士が多用する。
2015年（平成27年）11月場所7日目の幕内取組で臥牙丸が御嶽海に、2020年（令和2年）3月場所12日目の幕内取組で北勝富士が炎鵬に、2021年（令和3年）7月場所12日目の幕内取組で照ノ富士が明生に勝利した際の決まり手であった。
日本のアマチュア相撲の中学生以下では禁じ手である。